# Gregor Högler
Gregor Högler, född 27 juni 1972, är en friidrottare från Österrike. Han deltog vid olympiska sommarspelen 2000.